# 열대거세미나방

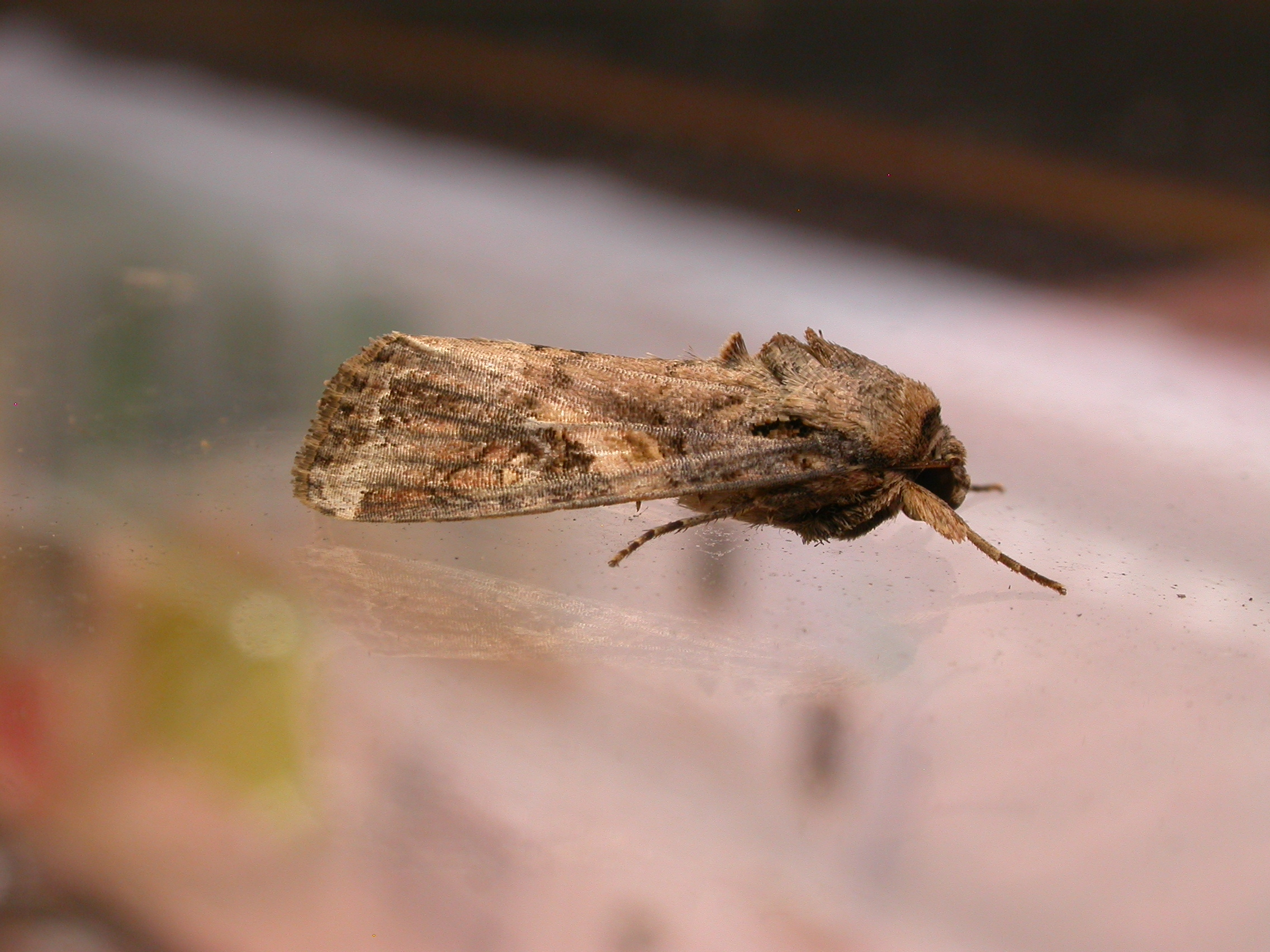

열대거세미나방은 나비목 밤나방과의 곤충이다. 성충 나방의 날개 길이는 32~40mm이고, 갈색 또는 회색 앞날개와 흰색 뒷날개가 있다. 수컷은 더 많은 무늬가 있으며, 앞날개에 뚜렷한 흰색 반점이 있다.